# Аранжер (насеље)
Аранжер (фр. Harengère) насеље је и општина у северној Француској у региону Горња Нормандија, у департману Ер која припада префектури Евре.
По подацима из 2011. године у општини је живело 540 становника, а густина насељености је износила 150,42 становника/km². Општина се простире на површини од 3,59 km². Налази се на средњој надморској висини од 156 метара (максималној 162 m, а минималној 85 m).

## Демографија
| 1962. | 1968. | 1975. | 1982. | 1990. | 1999. | 2011. |
| ----- | ----- | ----- | ----- | ----- | ----- | ----- |
| 195   | 208   | 242   | 354   | 421   | 418   | 540   |

График промене броја становника у току последњих година